# Classe Palestro (batterie flottante)
Pour les autres classes de navires du même nom, voir Classe Palestro.
La classe Palestro est la seconde classe de batteries flottantes construites en France pour la Marine française, dans les années 1860. Conçues pour remplacer les batteries de la classe Dévastation ayant servi durant la guerre de Crimée elles passent finalement la majorité de leur carrière à quai.

## Genèse et conception
En 1853, éclate la guerre de Crimée, qui va montrer la nécessité de construire des batteries flottantes. En effet, les forces de la coalition anglo-française sont confrontées dans la mer Baltique à des forts situés dans des zones de hauts fonds, et donc inatteignables par les vaisseaux de l'époque. La construction de bombardes est ainsi lancée, et l'étude des batteries flottantes remise au goût du jour, sur intervention personnelle de l'Empereur Napoléon III. Des expériences sont menées à Vincennes afin de déterminer la composition optimale de la cuirasse. En 1854 Pierre Armand Guieysse conçoit des plans d'une telle installation qui va former la classe Dévastation. 10 unités sont commandées le 28 juillet 1854, 5 sont construites : la Dévastation, la Tonnante, la Lave, la Foudroyante et la Congrève.
Trois d'entre elles sont remorquées vers la mer Noire où elles participent avec succès à la bataille de Kinbourn, le 17 octobre 1855. Elles réduisent le fort russe au silence en quelques heures, et la plupart des boulets ennemis ricochent sur leur cuirassé, sauf un qui passera par un panneau tuant deux marins. Leur efficacité n'étant plus à démontrer, il est décidé fin 1858, en prévision de l'usure de ces batteries, de lancer la construction de quatre nouvelles batteries afin de remplacer celles de la classe Dévastation. Elles sont construites en bois et cuirassés de plaques de 12 cm de fer. D'un déplacement de 1 560 tonnes, elles disposent de deux hélices mues par deux moteurs de 150 chevaux, leur permettant une vitesse maximale de 7 nœuds (13 kilomètres par heure), soit deux fois plus que les Dévastation. Longues de 47,50 mètres, larges de 14,04 mètres et dotées d'un faible tirant d'eau de 2,99 mètres, elles sont armées de 12 canons rayés de 30 et manœuvrées par un équipage de 200 hommes.

## Unités
| Nom      | Chantier,                                                   | Quille          | Lancement        | Destin                   |
| -------- | ----------------------------------------------------------- | --------------- | ---------------- | ------------------------ |
| Paixhans | Chantiers Arman, Bordeaux Armement à l'arsenal de Rochefort | 24 mai 1859     | 9 septembre 1862 | Rayée des listes en 1871 |
| Palestro | Chantiers Arman, Bordeaux Armement à l'arsenal de Rochefort | 25 mai 1859     | 9 septembre 1862 | Rayée des listes en 1871 |
| Pei Ho   | Chantiers Arman, Bordeaux Armement à l'arsenal de Rochefort | 20 juillet 1859 | 25 mai 1861      | Rayée des listes en 1869 |
| Saïgon   | Chantiers Arman, Bordeaux Armement à l'arsenal de Rochefort | 20 juillet 1859 | 25 mai 1861      | Rayée des listes en 1871 |

## Histoire
La construction des quatre batteries est lancée en 1859 à Bordeaux. Elles sont lancées de 1861 à 1862 après un passage par l'arsenal de Rochefort pour armement. Elle ne partiront jamais pour le front et restent à quai presque toute leur carrière.
La Saïgon coule dans la nuit du 15 novembre 1863 lors d'un incendie ; elle est renflouée deux semaines plus tard. Elle sert de ponton d'embarquement de 1864 à 1870, date à laquelle elle est brièvement armée avant d'être rayée des listes l'année suivante.
La Paixhans est mise en réserve et désarmée dès 1864, réarmée brièvement en 1870 puis condamnée en 1871.
La Pei Ho est elle aussi désarmée en 1864, mais retirée du service dès 1869.
Enfin, la Palestro est désarmée en 1864. Armée quelques mois en 1870, elle est retirée du service en 1871 puis démolie dans les deux années qui suivent.